# Bataille de Landshut (1760)
Pour les articles homonymes, voir Bataille de Landshut.
Guerre de Sept Ans
Batailles
- Minorque (navale) (1756)
- Pirna (1756)
- Lobositz (1756)
- Reichenberg (1757)
- Prague (1757)
- Kolin (1757)
- Hastenbeck (1757)
- Gross-Jägersdorf (1757)
- Moys (1757)
- Rochefort (1757)
- Rossbach (1757)
- Breslau (1757)
- Leuthen (1757)
- Carthagène (navale) (1758)
- Olomouc (1758)
- Saint-Malo (1758)
- Rheinberg (1758)
- Krefeld (1758)
- Domstadl (1758)
- Cherbourg (1758)
- Zorndorf (1758)
- Saint-Cast (1758)
- Tornow (1758)
- Lutzelberg (1758)
- Hochkirch (1758)
- Bergen (1759)
- Kay (1759)
- Minden (1759)
- Kunersdorf (1759)
- Neuwarp (navale) (1759)
- Hoyerswerda (1759)
- Baie de Quiberon (navale) (1759)
- Maxen (1759)
- Meissen (1759)
- Glatz (1760)
- Landshut (1760)
- Corbach (1760)
- Emsdorf (1760)
- Dresde (1760)
- Warburg (1760)
- Liegnitz (1760)
- Rhadern (1760)
- Berlin (1760)
- Kloster Kampen (1760)
- Torgau (1760)
- Belle-Île (1761)
- Langensalza (1761)
- Cassel (1761)
- Grünberg (1761)
- Villinghausen (1761)
- Ölper (1761)
- Kolberg (1761)
- Wilhelmsthal (1762)
- Burkersdorf (1762)
- Lutterberg (1762)
- Reichenbach (1762)
- Almeida (1762)
- Valencia de Alcántara (1762)
- Nauheim (1762)
- Vila Velha de Ródão (1762)
- Cassel (1762)
- Freiberg (1762)

- Jumonville Glen (1754)
- Fort Necessity (1754)
- Fort Beauséjour (1755)
- 8 juin 1755
- Monongahela (1755)
- Petitcoudiac (1755)
- Lac George (1755)
- Fort Bull (1756)
- Fort Oswego (1756)
- Kittanning (1756)
- En raquettes (1757)
- Pointe du Jour du Sabbat (1757)
- Fort William Henry (1757)
- German Flatts (1757)
- Lac Saint-Sacrement (1758)
- Louisbourg (1758)
- Le Cran (1758)
- Fort Carillon (1758)
- Fort Frontenac (1758)
- Fort Duquesne (1758)
- Fort Ligonier (1758)
- Québec (1759)
- Fort Niagara (1759)
- Beauport (1759)
- Plaines d'Abraham (1759)
- Sainte-Foy (1760)
- Neuville (1760)
- Ristigouche (navale) (1760)
- Mille-Îles (1760)
- Signal Hill (1762)

- Cap-Français (1757)
- Martinique (1759)
- Guadeloupe (1759)
- Dominique (1761)
- Martinique (1762)
- Cuba (1762)

- Chandernagor (1757)
- Plassey (1757)
- Gondelour (1758)
- Négapatam (navale) (1758)
- Condore (1758)
- Madras (1758)
- Pondichéry (navale) (1759)
- Masulipatam (1759)
- Chinsurah (1758)
- Wandiwash (1760)
- Pondichéry (1760-1761)
- Manille (1762)

- Saint-Louis (1758)
- Gorée (1758)
- Gambie

La bataille de Landshut est un événement de la guerre de Sept Ans qui eut lieu le 23 juin 1760 à Landshut en Silésie (actuellement Kamienna Góra en Pologne).
Au cours de cette bataille, l'armée autrichienne, commandée par le général Ernst von Laudon, fait subir un nouveau revers à l'armée prussienne, commandée cette fois par le général Heinrich de la Motte-Fouqué qui est lui-même fait prisonnier.

## Contexte
Après une série de succès contre les Prussiens à la fin de 1759 et au début de 1760, les Autrichiens se préparent à une nouvelle série d'actions coordonnées avec celles de leurs alliés russes. Mais ceux-ci, qui rassemblent leurs forces à Poznań en Pologne, ne pourront pas entrer en campagne avant août. Le général autrichien von Laudon décide d'accélérer les opérations en occupant une partie de la Silésie, région économiquement importante par son artisanat du tissage, afin d'y lever des contributions. Frédéric II envoie alors un corps de troupes commandé par Heinrich de la Motte-Fouqué pour entraver le passage des Autrichiens par la ville de Landshut. La Motte-Fouqué réoccupe Landshut, prise par les Autrichiens peu de temps auparavant, mais il n'a pas un effectif suffisant pour tenir cette position contre un ennemi très supérieur en nombre. Cependant, un ordre du roi l'oblige à rester sur place.

## Déroulement
Von Laudon, après une marche de nuit, commence l'attaque à 2 heures du matin, déployant ses troupes en quatre colonnes. Les lignes prussiennes, étirées sur une trop grande longueur, ne peuvent contenir ces attaques, et l'infanterie prussienne, obligée de battre en retraite, est taillée en pièces par la cavalerie austro-saxonne. La bataille se termine vers 10 heures du matin: La Motte-Fouqué est obligé de se rendre avec la plus grande partie de ses troupes. Les Autrichiens capturent 8 000 prisonniers, 68 canons et 34 drapeaux. Toutefois, 1 900 cavaliers prussiens parviennent à s'échapper.

## Conséquences
Cette défaite prussienne s'ajoute à celles des mois précédents; Frédéric II perd une armée et un de ses meilleurs généraux, ainsi qu'une région économiquement productive, au moment où il a un besoin urgent d'argent pour payer ses mercenaires. Une fois La Motte-Fouqué libéré, Frédéric II tentera vainement de le persuader de reprendre du service dans l'armée: il refusera toujours.

## Sources
- (en)/(de) Cet article est partiellement ou en totalité issu des articles intitulés en anglais « Battle of Landeshut (1760) » (voir la liste des auteurs) et en allemand « Schlacht bei Landeshut » (voir la liste des auteurs).
- Bitwa pod Kamienną Górą (1760 r.) - Schlacht bei Landeshut, Bataille de Landshutna portalu polska-org.pl (pl)